# Joseph McMoneagle
Joseph McMoneagle (Flórida, 10 de janeiro de 1946) é um aposentado oficial do Exército dos Estados Unidos. Esteve envolvido em operações e experiências de "visão remota" (RV) conduzidas pelo US Army Intelligence e pelo Stanford Research Institute. Foi um dos primeiros funcionários recrutados para o programa confidencial, agora conhecido como Projeto Stargate (1978–95). Juntamente com o colega Ingo Swann, McMoneagle é mais conhecido pelas reivindicações que envolvem a investigação de RV e o uso de habilidades paranormais paracoleta de informações militares. Seus interesses também incluem experiências de quase morte, viagens fora do corpo e objetos voadores não identificados.

## Biografia
McMoneagle descreve uma memória notável de eventos da primeira infância. Ele cresceu cercado de alcoolismo, abuso e pobreza. Quando criança, ele teve visões noturnas quando assustado, e começou a aprimorar suas habilidades psíquicas na adolescência para sua própria proteção quando pedia carona. Ele se alistou no Exército em 1964, aos 18 anos, para fugir do tumulto familiar. McMoneagle posteriormente se tornou um visualizador remoto experimental enquanto servia na Inteligência do Exército dos EUA.

## Livros
- Mind Trek: Exploring Consciousness, Time, and Space Through Remote Viewing. [S.l.]: Hampton Roads Publishing Company. 1993. ISBN 1-878901-72-9. OCLC 29858629
- The Ultimate Time Machine: A Remote Viewer's Perception of Time and Predictions for the New Millennium. Charlottesville, VA: Hampton Roads Publishing Company. 1998. ISBN 978-1-57174-102-8. OCLC 40308919
- Remote Viewing Secrets: A Handbook. Charlottesville, VA: Hampton Roads Publishing Company. 2000. ISBN 1-57174-159-3. OCLC 44115863
- The Stargate Chronicles: Memoirs of a Psychic Spy. Charlottesville, VA: Hampton Roads Publishing Company. 2002. ISBN 1-57174-225-5. OCLC 50679067